# Vorta
Vorta este o specie extraterestră fictivă din serialul SF Star Trek: Deep Space Nine. Sunt din Cuadrantul Gamma și sunt folosiți de Fondatori, conducătorii Dominionului, pentru a controla trupele militare Jem'Hadar. 

## Istorie
Vorta a fost inițial o specie arboricolă primitivă. Când un Fondator s-a prăbușit cu nava sa pe planeta acestora, cu mii de ani în urmă,  acesta a fost ajutat de Vorta, în schimb a promis că într-o zi aceștia vor deveni administratorii unui mare imperiu.
Membrii actuali Vorta sunt clone proiectate de Dominion pentru a servi ca spioni, politicieni, diplomați, negociatori și administratori. Sarcina lor, spre deosebire de ferocii războinici Jem'Hadar, este de a satisface interesele Dominionului în ceea ce privește spionajul, constrângerea și negocierile. Datorită ingineriei genetice ei sunt creați special ca fiind imuni la aproape toate otrăvurile cunoscute. Ei au vederea slabă, în schimb auzul este bine dezvoltat.  